# سمالينينكاي
سمالينينكاي (بالإنجليزية: Smalininkai) هي معلم جغرافي تقع في ليتوانيا في Jurbarkas district municipality. يقدر عدد سكانها بـ 621 نسمة .